# 皮拉赫河畔拉本施泰因
皮拉赫河畔拉本施泰因是奥地利下奥地利州圣帕尔滕兰县的一个市镇。总面积36.25平方公里，总人口2458人，人口密度67.8人/平方公里（2005年）。